# Turm der Siechenkirche (Trendelburg)

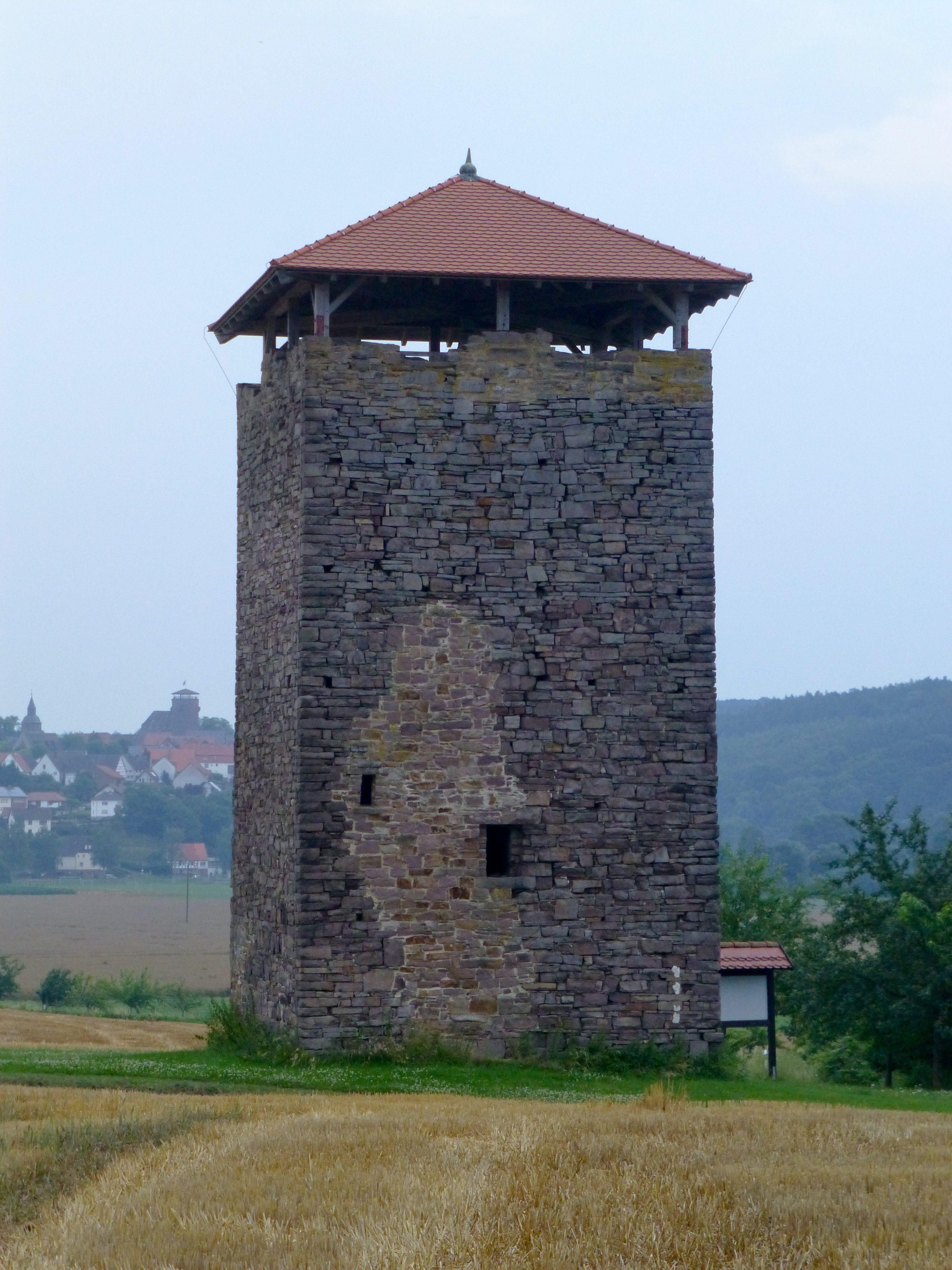
Turm der ehemaligen Siechenkirche in Trendelburg

Der Turm der Siechenkirche in Trendelburg, einer Stadt im Landkreis Kassel in Nordhessen, wurde im 13. oder 14. Jahrhundert errichtet. Der Turm an der Landstraße nach Sielen ist ein geschütztes Kulturdenkmal.
Der quadratische wehrhafte Turm ist der letzte Rest der ehemaligen Siechenkirche, die als Pfarrkirche des seit dem 15. Jahrhundert wüst gewordenen Dorfes Trende gebaut worden war.
Die Kirche wurde für das 1558 durch Landgraf Philipp den Großmütigen eingerichtete Siechenhaus genutzt. Nachdem das Hospital im 18. Jahrhundert aufgelöst wurde, konnte die Anlage als Steinbruch genutzt werden, lediglich der ehemalige Westturm der spätromanischen Kirche blieb erhalten.